# Kiss Me (canción de Robbie Williams)
«Kiss Me» es una canción grabada por el cantante de pop británico Robbie Williams, un cover del grupo británico Tin Tin. La canción fue producida por Joey Negro. El 10 de octubre de 2006, la versión de Robbie Williams hizo su debut en el número 13 en descargas y sencillos en Noruega. Esta versión fue presentada una vez como la Descarga Gratis de la Semana en la versión americana de iTunes.